# Warren (Familienname)
Warren ist ein Familienname.

## Herkunft und Bedeutung des Namens
Warren ist ein englischer Name mit der Bedeutung „Wächter“.

## Namensträger

### A
- Acquanetta Warren (* 1956), US-amerikanische Politikerin
- Al Warren (1931–??), australischer Fußballspieler
- Alan Warren (* 1935), britischer Segler
- Alex Warren (* 2000), US-amerikanischer Popmusiker und Videoblogger
- Allan Warren (* 1948), britischer Fotograf, Schriftsteller und Schauspieler
- Amanda Warren (* 1982), US-amerikanische Schauspielerin
- Amy Warren, US-amerikanische Schauspielerin
- Andrea Warren, Art-Managerin und Filmproduzentin
- Annette Warren (* 1922), US-amerikanische Sängerin

### B
- Baby Boy Warren (1919–1977), US-amerikanischer Musiker
- Barbara Warren (1943–2008), US-amerikanische Triathletin
- Ben Warren (1879–1917), englischer Fußballspieler
- Bertram Eugene Warren (1902–1991), US-amerikanischer Kristallograph
- Bill Warren (1943–2016), US-amerikanischer Filmhistoriker und Filmkritiker
- Branch Warren (* 1975), US-amerikanischer Bodybuilder
- Brisbane Charles Somerville Warren (1887–1979), irischer Entomologe
- Butch Warren (1939–2013), US-amerikanischer Jazzmusiker

### C
- Cash Warren (* 1979), US-amerikanischer Filmproduzent
- Cecil Warren, australischer Fußballspieler
- Charlene Warren-Peu (* 1979), britische Politikerin auf den Pitcairninseln
- Charles Warren (1840–1927), britischer Archäologe, General und Polizeibeamter
- Charles Warren (Jurist) (1868–1954), US-amerikanischer Jurist und Autor
- Charles Warren (Bergsteiger), britischer Bergsteiger
- Charles B. Warren (1870–1936), US-amerikanischer Diplomat und Politiker
- Charles Knighton Warren (* 1856; † um oder nach 1893), britischer Maler
- Charles Marquis Warren (1912–1990), US-amerikanischer Filmproduzent, Regisseur und Drehbuchautor
- Charles Sumner Warren (1842–1933), kanadischer Orgelbauer
- Chris Warren (* 1990), US-amerikanischer Schauspieler
- Cornelius Warren (1790–1849), US-amerikanischer Politiker

### D
- David Warren (Erfinder) (1925–2010), australischer Wissenschaftler und Erfinder des Flugschreibers
- David Warren (Leichtathlet) (* 1956), britischer Mittelstreckenläufer
- David Warren (Szenenbildner), Szenenbildner und Artdirector
- David H. D. Warren, britischer Informatiker
- Deborah Warren († 2014), argentinische Schauspielerin
- Diane Warren (* 1956), US-amerikanischen Komponistin
- Don Warren (* 1956), US-amerikanischer  American-Football-Spieler
- Douglas Joseph Warren (1919–2013), australischer Geistlicher, Bischof von Wilcannia-Forbes

### E
- Earl Warren (1891–1974), US-amerikanischer Politiker und Richter
- Earl Warren (1914–1994), US-amerikanischer Saxophonist, siehe Earle Warren
- Earl Warren (* 1948), deutscher Schriftsteller, siehe Walter Appel
- Ed Warren (1926–2006), US-amerikanischer Dämonologe
- Eda Warren (1903–1980), US-amerikanische Filmeditorin
- Edward A. Warren (1818–1875), US-amerikanischer Politiker
- Edward Perry Warren (1860–1928), US-amerikanischer Kunstsammler
- Edward Randolph Warren; bürgerlicher Name von Butch Warren (1939–2013), US-amerikanischer Jazzmusiker
- Elinor Remick Warren (1900–1991), US-amerikanische Komponistin und Pianistin
- Elizabeth Warren (geb. Elizabeth Herring; * 1949), US-amerikanische Juristin und Politikerin
- Eric Warren (* 1982), US-amerikanischer Snowboarder
- Erin Warren (* 1971), US-amerikanischer Rennrodlerin
- Estella Warren (* 1978), kanadisches Fotomodell und Schauspielerin
- Ethan Warren (* 1991), australischer Wasserspringer

### F
- Fletcher Warren (1896–1992), US-amerikanischer Diplomat und Botschafter
- Fran Warren (1926–2013), US-amerikanische Jazzsängerin
- Francis E. Warren (1844–1929), US-amerikanischer Politiker
- Frank Warren (* 1952), englischer Boxmanager
- Fred Warren (1907–1986), walisischer Fußballspieler
- Frederick Morris Warren (1859–1931), US-amerikanischer Romanist
- Fuller Warren (1905–1973), US-amerikanischer Politiker

### G
- Gary Warren (* 1954),  britischer Schauspieler
- Gavin Warren (* 2008), US-amerikanischer Kinderdarsteller
- Gene Warren (1916–1997), US-amerikanischer Spezialeffektkünstler, Kurzfilmregisseur und -produzent sowie Filmfirmenmanager
- Gene Warren Jr. (1941–2019), US-amerikanischer Spezialeffektekünstler
- Gerald Lee Warren (1930–2015), US-amerikanischer Journalist und Zeitungsherausgeber
- Gloria Warren (1926–2021), US-amerikanische Schauspielerin und Sängerin
- Gouverneur Kemble Warren (1830–1882), amerikanischer General
- Graham Warren (Rennfahrer) (1926–2005), australischer Rennfahrer
- Graham Warren (Biochemiker) (* 1948), britischer Biochemiker
- Guy Warren (1923–2008), ghanaischer Musiker

### H
- Harry Warren (1893–1981), US-amerikanischer Musiker, Liedermacher und Textdichter
- Haydon Boyd Warren-Gash (* 1949), britischer Lepidopterologe und Diplomat
- Huw Warren (* 1962), walisischer Jazzmusiker und Komponist

### J
- James Warren (Politiker) (1726–1808), amerikanischer Politiker (Massachusetts)
- James Warren, ein Künstlername von Mino Guerrini (1927–1990), italienischer Filmregisseur und Drehbuchautor
- James Warren (Musiker) (* 1951), britischer Musiker, Mitglied von The Korgis
- James Warren (Philosoph) (* 1974), britischer Philosoph
- Jay Warren (* 1989), tahitischer Fußballspieler
- Jennifer Warren (* 1941), US-amerikanische Schauspielerin
- Jerry Warren (1925–1988), US-amerikanischer Filmschaffender
- Jim Warren (1936–2021), US-amerikanischer Mathematiker und Informatiker
- John Warren (Mediziner, 1753) (1753–1815), britisch-US-amerikanischer Anatom und Chirurg
- John Warren, 3. Baron de Tabley (1835–1895), britischer Dichter, Numismatiker und Botaniker
- John Warren (Mediziner, 1874) (1874–1928), US-amerikanischer Anatom
- John Warren (Drehbuchautor, 1916) (1916–1977), britischer Drehbuchautor und Schauspieler
- John Warren (Musiker) (* 1938), kanadischer Komponist und Jazzmusiker
- John Warren (Drehbuchautor, 1953) (* 1953), US-amerikanischer Drehbuchautor, Regisseur und Produzent
- John Borlase Warren (1753–1822), britischer Admiral, Politiker und Diplomat
- John Collins Warren (1778–1856), US-amerikanischer Chirurg
- John F. Warren (1909–2000), US-amerikanischer Kameramann
- John Robin Warren (1937–2024), australischer Pathologe
- Johnny Warren (John Norman Warren; 1943–2004), australischer Fußballspieler
- Joseph Warren (1741–1775), US-amerikanischer Offizier
- Joseph Warren (Ringer) (* 1976), US-amerikanischer Ringer
- Joseph M. Warren (1813–1896), US-amerikanischer Politiker
- Josiah Warren (1798–1874), US-amerikanischer Sozialreformer und Schriftsteller
- Julie Warren (1919–1994), US-amerikanische Schauspielerin

### K
- Karle Warren (* 1992), US-amerikanische Schauspielerin
- Kelcy Warren (* 1955), US-amerikanischer Unternehmer
- Kenny Warren (* 1984), US-amerikanischer Jazzmusiker
- Kiersten Warren (* 1965), US-amerikanische Schauspielerin

### L
- Lavinia Warren (1841 oder 1842–1919), US-amerikanische Schauspielerin
- Leonard Warren (1911–1960), US-amerikanischer Sänger (Bariton)
- Lesley Ann Warren (* 1946), US-amerikanische Schauspielerin
- Lindsay Carter Warren (1889–1976), US-amerikanischer Politiker
- Lorraine Warren (1927–2019), US-amerikanische Dämonologin
- Lott Warren (1797–1861), US-amerikanischer Politiker

### M
- Marc Warren (Schauspieler) (* 1967), britischer Schauspieler
- Marc Warren (Golfspieler) (* 1981), schottischer Golfspieler
- Marc Warren (Fußballspieler) (* 1992), australischer Fußballspieler
- Marcia Warren (* 1943), britische Schauspielerin
- Marco Warren (* 1993), bermudischer Fußballspieler
- Marion E. Warren (1920–2006), US-amerikanischer Fotograf
- Meralda Warren (* 1959), Krankenschwester, Künstlerin und Schriftstellerin aus den Pitcairn-Inseln
- Mercy Otis Warren (1728–1814), amerikanische Autorin und Historikerin
- Mike Warren (* 1961), US-amerikanischer Baseballspieler
- Minton Warren (1850–1907), US-amerikanischer Klassischer Philologe
- Morgan Warren (* 1980), kanadischer Eishockeyspieler

### N
- Nick Warren (* 1968), englischer DJ und Musikproduzent
- Nina Otero-Warren (1881–1965), US-amerikanische Politikerin und Autorin
- Norman J. Warren (1942–2021), englischer Regisseur, Editor und Kameramann

### P
- Patricia Nell Warren (1936–2019), US-amerikanische Schriftstellerin
- Peter Warren (Fußballspieler) (1884–1960), nordirischer Fußballspieler
- Peter Warren (* 1935), US-amerikanischer Musiker
- Portious Warren (* 1996), trinidadisch-tobagische Kugelstoßerin und Diskuswerferin

### R
- Rachel Warren (* vor 1965), britische Klima- und Nachhaltigkeitswissenschaftlerin
- Raoul de Warren (1905–1992), französischer Jurist, Schriftsteller, Historiker und Genealoge
- Rau’Shee Warren (* 1987), US-amerikanischer Boxer
- Rebecca Warren (* 1965), britische Bildhauerin
- Rick Warren (* 1954), US-amerikanischer Geistlicher und Autor
- Robert H. Warren (1917–2010), Generalleutnant der US Air Force
- Robert Penn Warren (1905–1989), US-amerikanischer Schriftsteller
- Robin Warren (1937–2024), australischer Pathologe und Nobelpreisträger
- Roger Warren (* 1979), samoanischer Rugby-Union-Spieler
- Rosanna Warren (* 1953), US-amerikanische Dichterin und Hochschullehrerin

### S
- Samuel Warren (Offizier) (1769–1839), britischer Konteradmiral
- Samuel Warren (Jurist) (1807–1877), britischer Jurist, Schriftsteller und Politiker
- Samuel D. Warren (1852–1910), US-amerikanischer Anwalt
- Samuel Prowse Warren (1841–1915), kanadischer Organist, Komponist und Musikpädagoge
- Samuel Russell Warren (1809–1883), kanadischer Orgelbauer
- Shields Warren (1898–1980), US-amerikanischer Pathologe
- Stafford L. Warren (1896–1981), US-amerikanischer Nuklearmediziner
- Stuart Warren (1938–2020), britischer Chemiker

### T
- T. J. Warren (* 1993), US-amerikanischer Basketballspieler
- Tom Warren (* 1951), US-amerikanischer Triathlet
- Tommy Warren (1917–1968), US-amerikanischer Baseballspieler
- Tony Warren (1936–2016), englischer Drehbuchautor und Autor
- Ty Warren (* 1981), US-amerikanischer  American-Football-Spieler

### W
- Wayne Warren (* 1962), walisischer Dartspieler
- William Warren (Entomologe) (1839–1914), britischer Insektenkundler
- William Warren (Politiker) (1879–1927), Premierminister des Dominions Neufundland 1923–1924
- William W. Warren (1834–1880), US-amerikanischer Politiker
- William Whipple Warren (1825–1853), US-amerikanischer Historiker